# 中国航空工业第二集团
中国航空工业第二集团（China Aviation Industry Corporation II）简称中国二航或AVIC II，是一家曾经存在的中华人民共和国国有飞机制造商。该公司成立于1999年7月1日，由当时的中国航空工业总公司分拆而成。中国航空工业公司的另一部分组建为中国航空工业第一集团公司（中国一航或AVIC I）。2008年11月6日中国一航与中国二航合并为中国航空工业集团公司。
中国二航致力于制造小型飞机，如教练机（教练-8、练-15、初教-6），小型客机（运-12），运输机（运-8），直升机（直-8、直-9、直-10、直-11）等。

## 子公司
- 中航工业哈尔滨飞机工业集团有限责任公司
- 中航工业洪都航空工业股份有限公司
- 中航工业陕西飞机工业（集团）有限公司
- 中航工业昌河飞机工业（集团）有限责任公司
- 中航工业石家庄飞机工业有限责任公司